# Cruel Smile
Cruel Smile è un album discografico live di Elvis Costello & The Imposters, pubblicato nel 2002.

## Tracce
Tracce di Elvis Costello, tranne dove indicato.
1. Smile (face A japonaise) (Charlie Chaplin, Geoffrey Parsons, John Turner) – 3:05
2. When I Was Cruel No. 1 – 4:16
3. Almost Blue (Live in Sydney) – 5:04
4. 15 Petals (Live in Sydney) – 5:35
5. Spooky Girlfriend (Live at KFOG) – 4:42
6. Honeyhouse (Cruel No. 2) – 5:07
7. Revolution Doll – 3:44
8. Peroxide Side (Blunt Cut) – 3:48
9. Oh Well (Costello, Fareed) – 2:52
10. The Imposter vs. the Floodtide (Dust and Petals) – 3:58
11. Watching the Detectives/My Funny Valentine (Live in Tokyo) (Costello, Lorenz Hart, Richard Rodgers) – 7:09
12. Dust (Live in Melbourne) – 6:39
13. Uncomplicated (Live in Tokyo) – 4:46
14. Smile (face B japonaise) (Parsons, Turner) – 3:32
15. Soul for Hire (live in Tokyo) – 6:36